# Pardosa passibilis
Pardosa passibilis är en spindelart som först beskrevs av O. Pickard-Cambridge 1885.  Pardosa passibilis ingår i släktet Pardosa och familjen vargspindlar. Inga underarter finns listade i Catalogue of Life.